# Sandman: Noches eternas
Sandman: Noches eternas (en inglés, The Sandman: Endless Nights) es una novela gráfica de la colección de historietas de The Sandman, creada por Neil Gaiman y publicada en septiembre de 2003 por Vertigo/DC Comics. Es una continuación de la serie regular de 75 números finalizada en 1996 con el arco argumental de The Sandman: El velatorio.
Contiene siete capítulos, relacionado con uno de los Eternos: Muerte, Deseo, Sueño, Desespero, Delirio, Destrucción y Destino. Cada uno de ellos fue dibujado por un artista diferente, utilizando diversos estilos y técnicas. Además se incluyen tres historias breves complementarias; las dos primeras, aparecidas anteriormente en Vertigo: Winter's Edge #1 y Vertigo: Winter's Edge #3, respectivamente, y la última, denominada La última historia de Sandman, aparecida originalmente en Dust Covers - The Collected Sandman Covers.
Todos los títulos de este libro se pueden leer independientemente. Sin embargo, el Capítulo 6 va cronológicamente después del Capítulo 5, y tienen lugar después de los acontecimientos narrados en la serie regular de The Sandman.

## Historia editorial
La mayor parte del contenido de Sandman: Noches eternas era inédito hasta el momento de su publicación. Sin embargo, Las flores del amor fue publicada originalmente en enero de 1998, como The Flower of Romance feat. Desire of the Endless, en la segunda historia de la revista Vertigo: Winter's Edge #1. La editoras de esta historia fueron Karen Berger (editora ejecutiva de toda la serie regular de The Sandman, entre 1989 y 1996) y Shelly Roeberg (editora adjunta a partir del número 48 de la serie regular, en 1993, incluyendo el número especial de La canción de Orfeo, publicado en 1991).
Cómo se conocieron, por su parte, apareció originalmente en enero de 2000 como The Sandman: Desire - How they met themselves, en la primera historia de la revista Vertigo: Winter's Edge #3. Su editora fue Shelly Roeberg, y su editora adjunta Jennifer Lee, quien no había trabajado antes con Neil Gaiman para The Sandman.
Finalmente, La última historia de Sandman se publicó originalmente el 1 de enero de 1997 como The Last Story of Sandman, en Dust Covers - The Collected Sandman Covers, un libro que recopila todas las portadas de la serie regular creadas por Dave McKean.

## Contenido
El contenido de esta novela gráfica puede variar dependiendo de la editorial. La edición de ECC Ediciones incluye una introducción del propio Neil Gaiman, fechada en Turín y París el 24 de mayo de 2003.

## Títulos
| #                        | Título                                      | Título original                                   | Fecha    | Guion  | Dibujo      | Tinta           | Color           | Rotulación | Portada | pp. |
| ------------------------ | ------------------------------------------- | ------------------------------------------------- | -------- | ------ | ----------- | --------------- | --------------- | ---------- | ------- | --- |
| Cap. 1                   | Muerte: Muerte en Venecia                   | Death - Death and Venice                          | sep 2003 | Gaiman | Russell     | Russell         | Kindzierski     | Klein      | McKean  | 24  |
| Cap. 2                   | Deseo: Mi experiencia con el deseo          | Desire - What I've Tasted of Desire               | sep 2003 | Gaiman | Manara      | Manara          | Manara          | Klein      | McKean  | 20  |
| Cap. 3                   | Sueño: El corazón de una estrella           | Dream - The Heart of a Star                       | sep 2003 | Gaiman | Prado       | Prado           | Prado           | Klein      | McKean  | 20  |
| Cap. 4                   | Desesperación: 15 retratos de Desesperación | Despair - Fifteen Portraits of Despair            | sep 2003 | Gaiman | Storey      | McKean (diseño) | McKean (diseño) | Klein      | McKean  | 20  |
| Cap. 5                   | Delirio: Dentro                             | Delirium - Going Inside                           | sep 2003 | Gaiman | Sienkiewicz | Sienkiewicz     | Sienkiewicz     | Klein      | McKean  | 20  |
| Cap. 6                   | Destrucción: En la península                | Destruction - On the Peninsula                    | sep 2003 | Gaiman | Fabry       | Fabry           | Chuckry         | Klein      | McKean  | 17  |
| Cap. 7                   | Destino: Noches eternas                     | Destiny - Endless Nights                          | sep 2003 | Gaiman | Quitely     | Quitely         | Quitely         | Klein      | McKean  | 8   |
| Vertigo Winter's Edge #1 | Las flores del amor                         | The Flower of Romance feat. Desire of the Endless | ene 1998 | Gaiman | Bolton      | Bolton          | Bolton          | Klein      | –       | 10  |
| Vertigo Winter's Edge #3 | Cómo se conocieron                          | Desire - How They Met Themselves                  | ene 2000 | Gaiman | Zulli       | Zulli           | Vozzo           | Klein      | –       | 9   |
| Dust Covers              | La última historia de Sandman               | The Last Story of Sandman                         | sep 2003 | Gaiman | McKean      | McKean          | McKean          | Klein      | –       | 8   |

Al inicio del libro se menciona a Neil Gaiman, Sam Kieth y Mike Dringenberg como creadores de The Sandman. En los créditos de Cómo se conocieron se menciona a Gaiman y Dringenberg como creadores del personaje de Deseo, y a Jamison como encargado de las separaciones de color. Para el capítulo 6, Chris Chuckry estuvo a cargo de las separaciones de color.

## Recepción
Sandman: Noches eternas ganó el Premio Bram Stoker 2003, en la categoría Mejor novela ilustrada. Además fue la primera historieta en ingresar a la lista de superventas del periódico The New York Times.